# Omnium Gatherum
Omnium Gatherum is een melodieuze deathmetalband uit Karhula, die werd opgericht in 1996. De band bestaat uit zes leden en speelt voornamelijk deathmetal. In hun muziek zijn ook invloeden van progressieve deathmetal te vinden, met name de latere albums.

## Geschiedenis
Na het uitbrengen van vier demo's tekende de band bij het platenlabel Rage of Achilles waarop hun debuutalbum Spirits And August Light werd uitgebracht in april 2003.
Daarop volgde in 2004 een samenwerking met het Duitse platenlabel Nuclear Blast waar het tweede album Years in Waste werd uitgebracht.
In 2006 werd hoofdzanger Antti Filppu vervangen door Jukka Pelkonen, en in 2008 verliet bassist Eerik Purdon de band. Toni Mäki kwam hievoor in de plaats.
Omnium Gatherum maakte in augustus 2010 bekend een deal te hebben gesloten met het label Lifeforce Records voor hun vijfde album. Dit album, genaamd New World Shadows, kwam uit op 4 februari 2011 en steeg naar de vijfde plek in de Finse albumlijsten.
Op 17 juni 2011 werd bekend dat Joonas Koto bij de band kwam als tweede gitarist, en als vervanger van voorganger Harri Pikka die de band verliet in 2010.

## Huidige leden
- Jukka Pelkonen, vocalen (2006-heden)
- Markus Vanhala, gitaar (1996-heden)
- Joonas Koto, gitaar (2011-heden)
- Aapo Koivisto, keyboards (2005-heden)
- Erkki Silvennoinen, basgitaar (2012-heden)
- Tuomo Latvala, drums (2016-heden)

## Discografie
- Spirits and August Light (2003)
- Years in Waste (2004)
- Stuck Here on Snakes Way (2007)
- The Redshift (2008)
- New World Shadows (2011)
- Beyond (2013)
- Grey Heavens (2016)
- The Burning Cold (2018)
- Origin (2021)

## Trivia
- De bandnaam komt uit het Latijn wat letterlijk vertaalt naar "groepering van alle dingen".[3]